# إدوارد د. تريسي
إدوارد د. تريسي (بالإنجليزية: Edward D. Tracy) هو عسكري أمريكي، ولد في 3 نوفمبر 1833 في ماكون في الولايات المتحدة، وتوفي في 1 مايو 1863 في بورت جيبسون في الولايات المتحدة.